# Amouli
Amouli è un villaggio delle Samoa Americane appartenente alla contea di Sa'Ole del Distretto orientale.